# Sinomegoura photiniae
Sinomegoura photiniae är en insektsart. Sinomegoura photiniae ingår i släktet Sinomegoura och familjen långrörsbladlöss. Inga underarter finns listade i Catalogue of Life.